# Fight Night Round 4
Fight Night Round 4 er et boksevideospil udviklet af EA Sports og udgivet i 2009. Spillet indgår i spilserien Fight Night. Spillet er en efterfølger til Fight Night Round 3, der blev udgivet i 2006. I spillet kan man vælge mellem 48 licenserede boksere og klassiske boksere, blandt andre Sugar Ray Leonard, Mike Tyson og Muhammad Ali. Man kan også spille online og blive den bedste i verden. 

## Modtagelse
Fight Night Round 4 fik positive anmeldelser fra kritikerne for sit strategiske gameplay og stærke multiplayer del. GameSpot's Justin Calvert roste spillets hurtige action og dens online-spil. IGN's Nate Ahearn følte at spillet leverede "den bedste rene boksning nogensinde set i et videospil."

## Tilgængelige boksere
Fight Night Round 4 indeholder:
| - Muhammad Ali - Mike Tyson - Lennox Lewis - Joe Frazier - George Foreman - James Toney - Eddie Chambers - Kelly Pavlik - Vinny Pazienza - Roy Jones Jr. - Jermain Taylor - Sergio Mora - Winky Wright - Emanuel Augustus - Nate Campbell - Cory Spinks | - Vivian Harris - Kermit Cintron - Miguel Cotto - Ricky Hatton - Manny Pacquiao - Carlos Monzon - Paulie Malignaggi - Jorge Arce - Fernando Montiel - Yuriorkis Gamboa - Diego Corrales - Pernell Whitaker - Julio César Chávez - Jake LaMotta - Tomasz Adamek - Amin Asikainen | - Billy Dib - Robert Guerrero - Thomas Hearns - Sugar Ray Leonard - Roberto Duran - Marvin Hagler - Shane Mosley - Anthony Mundine - Victor Ortiz - Nonito Donaire - Tommy Morrison - Joe Calzaghe - Érik Morales - Sugar Ray Robinson - Arturo Gatti - Marco Antonio Barrera |

## Arenaer
Her en liste over nogle af de areaner man kan kæmpe på i spillet:
- MGM Grand
- Thomas & Mack Centre
- Staples Centre
- Boardwalk Hall
- Metro Manila Arena
- Mexico City Plaza

| computerspil | Spire Denne computerspilsrelaterede artikel er en spire som bør udbygges. Du er velkommen til at hjælpe Wikipedia ved at udvide den. |